# Dolores (Alicante)
Dolores ist eine Gemeinde im Südosten von Spanien in der Provinz Alicante in der Valencianischen Gemeinschaft. 2024 hatte die Gemeinde 8.102 Einwohner.

## Geografie
Die Gemeinde grenzt an die Gemeinden Almoradí, Catral, Crevillent, Daya Nueva, Daya Vieja, Elche und San Fulgencio.

## Geschichte
Dieser Ort entstand im 18. Jahrhundert im Zuge der Trockenlegungs- und Umgestaltungsarbeiten des Kardinals Luis Antonio de Belluga y Moncada, der von Philipp V. unterstützt wurde, den er während des Erbfolgekriegs gefördert hatte.
Bis 1707 gehörte Dolores zum Gouvernement Orihuela und wurde Teil des Corregimiento von Orihuela, was bis 1833 so blieb. Im Jahr 1729 erlangte Dolores seine kommunale Unabhängigkeit von Orihuela und Guardamar del Segura, indem es durch das königliche Dekret vom 12. Februar 1734 von König Philipp V. den Titel Villa erhielt.

## Demografie
| 1842 | 1900 | 1930 | 1950 | 1970 | 1981 | 1991 | 2001 | 2011 |
| ---- | ---- | ---- | ---- | ---- | ---- | ---- | ---- | ---- |
| 2433 | 2251 | 3547 | 5402 | 5516 | 6017 | 5817 | 6267 | 7303 |

## Partnerstädte
- Dolores, Argentinien
- Dolores, Uruguay